# Stanisław Żurawski (działacz)
Stanisław Żurawski (ur. 14 grudnia 1865 w Kajnach, zm. 17 stycznia 1943 tamże) – działacz polskiego ruchu na południowej Warmii okresu międzywojennego.

## Życiorys
Urodził się 14 grudnia 1865 w Kajnach, w rodzinie zamożnego rolnika Piotra Żurawskiego i Eufrozyny z domu von Bogien. Po ojcu przejął gospodarstwo rolne liczące 80 ha. W 1931 wyceniane było na 80 tys. marek. Był członkiem zarządu olsztyńskiego Banku Ludowego. Wchodził w skład utworzonej w 1921 Rady Nadzorczej Spółdzielni Rolniczo-Handlowej "Rolnik" w Olsztynie. Uczestniczył w zebraniu założycielskim Związku Polaków w Prusach Wschodnich (30 listopada 1920). Razem z ks. Wacławem Osińskim reprezentował polskich Warmiaków w sejmiku powiatowym (do 1933) i był wysuwany jako kandydat na posła do parlamentu Rzeczy Niemieckiej i sejmu pruskiego. Był członkiem Polsko-Katolickiego Towarzystwa Szkolnego na Warmię. W tym czasie jego najmłodsze dzieci (Urszula, Władysław, Zofia) uczęszczały do polskiej szkoły w Brąswałdzie. 
Jego syn - Alfon Żurawski - studiował filozofię na uniwersytecie w Królewcu, skąd został wcielony do Wehrmachtu. Następnie 20 sierpnia 1942 r. został skazany na karę śmierci za zdradę stanu. Wyrok wykonano 7 października 1942 r.
W styczniu 1943 został pobity w swoim gospodarstwie w Kajnach przez olsztyńskie gestapo. Na skutek pobicia zmarł 17 stycznia 1943 r. Został pochowany na cmentarzu we Brąswałdzie.
Jego imieniem nazwano ulicę w Olsztynie.